# Wijchen

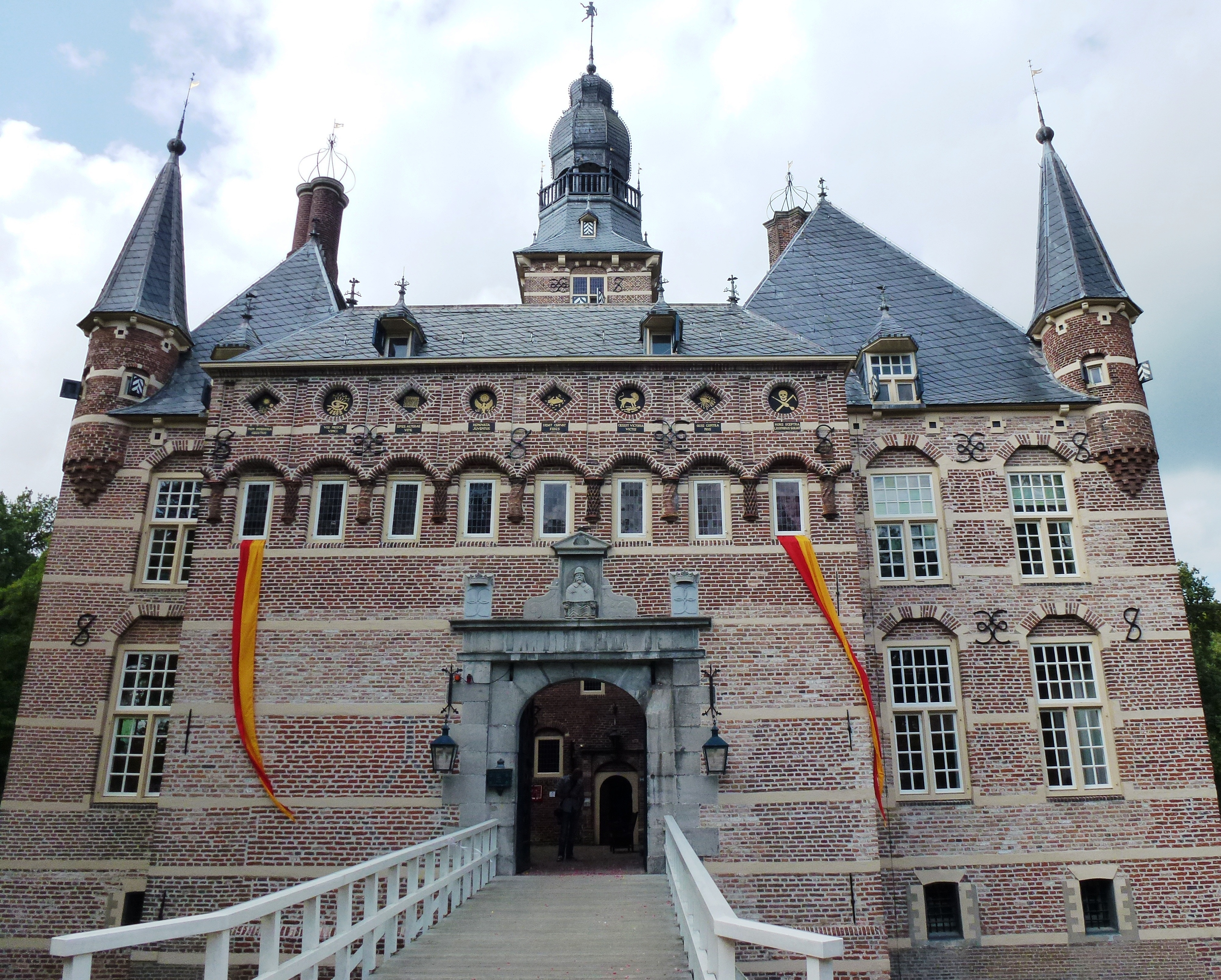
Castelo deste município

Wijchen e uma cidade e um município com cerca de 42 000 habitantes na província da Guéldria.